# Formiguer cantaire del Perú
El formiguer cantaire del Perú (Hypocnemis peruviana) és una espècie d'ocell de la família dels tamnofílids (Thamnophilidae).

## Hàbitat i distribució
Habita el sotabosc de la selva pluvial del sud-est de Colòmbia, est de l'Equador, nord-est i est del Perú i oest del Brasil.